# At Bay
At Bay er en amerikansk stumfilm fra 1915 af George Fitzmaurice.

## Medvirkende
- Florence Reed som Aline Graham
- Frank Sheridan
- Lyster Chambers som Joe Hunter
- DeWitt Jennings som Judson Flagg
- Charles Waldron som Holbrook